# Discografia de Holly Valance
Discografia da atriz e cantora Holly Valance.

## Álbums

### Álbuns de estúdio
| Footprints                                                                      | - 14 de outubro de 2002 - Gravadora: London - Formato: CD, download digital      | 15 | 19 | 19 | - JPN: Ouro - UK: Ouro |
| State of Mind                                                                   | - 6 de novembro de 2003 - Gravadora: Warner Bros - Formato: CD, download digital | 57 | 12 | 60 | - JPN: Ouro            |
| "—" denotes releases that did not chart or were not released in that territory. |                                                                                  |    |    |    |                        |

## Singles

### Como artista principal
| Título          | Ano  | Picos nas paradas musicais | Picos nas paradas musicais | Picos nas paradas musicais | Picos nas paradas musicais | Picos nas paradas musicais | Picos nas paradas musicais | Picos nas paradas musicais | Picos nas paradas musicais | Picos nas paradas musicais | Picos nas paradas musicais | Certificações             | Álbum         |  |
| Título          | Ano  | AUS                        | AUT                        | FIN                        | GER                        | IRE                        | ITA                        | NLD                        | NZ                         | SWE                        | UK                         | Certificações             | Álbum         |  |
| --------------- | ---- | -------------------------- | -------------------------- | -------------------------- | -------------------------- | -------------------------- | -------------------------- | -------------------------- | -------------------------- | -------------------------- | -------------------------- | ------------------------- | ------------- |  |
| "Kiss Kiss"     | 2002 | 1                          | 11                         | 11                         | 14                         | 3                          | 3                          | 24                         | 17                         | 12                         | 1                          | - AUS: Platina - UK: Ouro | Footprints    |  |
| "Down Boy"      | 2002 | 3                          |                            |                            | 61                         | 8                          | 11                         | 34                         | 35                         |                            | 2                          | - AUS: Ouro               | Footprints    |  |
| "Naughty Girl"  | 2002 | 3                          | 56                         |                            | 52                         | 25                         | 27                         | 39                         |                            | 50                         | 16                         | - AUS: Ouro               | Footprints    |  |
| "State of Mind" | 2003 | 14                         |                            | 16                         |                            | 27                         | 41                         |                            |                            |                            | 8                          |                           | State of Mind |  |
|                 |      |                            |                            |                            |                            |                            |                            |                            |                            |                            |                            |                           |               |  |

## Participações especiais
| Título              | Ano  | Artista principal | Álbum         |
| ------------------- | ---- | ----------------- | ------------- |
| "DUI"               | 2004 | Har Mar Superstar | The Handler   |
| "Back the Camel Up" | 2004 | Har Mar Superstar | The Handler   |
| "Body Request"      | 2004 | Har Mar Superstar | The Handler   |
| "Hopeless"          | 2014 | Andy Clockwise    | Dancing World |

## Videoclipes
| Ano  | Título          | Diretor   | Álbum         |
| ---- | --------------- | --------- | ------------- |
| 2002 | "Kiss Kiss"     | Tim Royes | Footprints    |
| 2002 | "Down Boy"      | Tim Royes | Footprints    |
| 2002 | "Naughty Girl"  | Jake Nava | Footprints    |
| 2003 | "State of Mind" | Jake Nava | State of Mind |

### Outras aparições
| Title               | Year | Artist(s)    | Album        |
| ------------------- | ---- | ------------ | ------------ |
| "He Don't Love You" | 2000 | Human Nature | Human Nature |
| "Confusion Girl"    | 2009 | Frankmusik   | Complete Me  |